# Policarpo Sanz
José Policarpo Sanz Souto (Marín, 25 de janeiro de 1841 — Nova Iorque, 1889) foi um empresário e mecenas galego.
Como emigrante nos Estados Unidos da América, Policarpo Sanz construiu um importante grupo industrial, ajudado também pelo seu casamento com uma endinheirada herdeira de origens cubanas.
Após sua morte, seguindo-se seu desejo, sua imensa coleção de obras de arte foi doada ao Museu Municipal de Vigo, cidade onde Policarpo Sanz passou sua infância. Nessa coleção contam-se importantes quadros de pintores flamengos, franceses, italianos e espanhóis.
Em sua homenagem o concelho de Vigo batizou uma de suas principais ruas com o nome do mecenas, endereço das sedes de instituições bancárias, de teatros e centros culturais.